# Arsoli
Arsoli es una localidad italiana de la provincia de Roma, región de Lazio, con 1.692 habitantes.

## Evolución demográfica
| Gráfica de evolución demográfica de Arsoli entre 1861 y 2001 |
|                                                              |
| Fuente ISTAT - elaboración gráfica de Wikipedia              |